# Maja (folyó, Glina)
A Maja egy folyó Horvátországban, a Banovina területén. A Glina jobb oldali mellékvize.

## Leírása
A Maja Brezovo Polje falu határában, a Zrinyi-hegységben ered és Prekopánál, Glina városától mintegy 4 km-re északra ömlik a Glinába. Hosszúsága 32,6 km, vízgyűjtő területe 196,7 km². Fő mellékvize a Bručina, további mellékvizei a Slatina, a Velika Kamešnica, a Listovački-patak és mások.